# Adecco

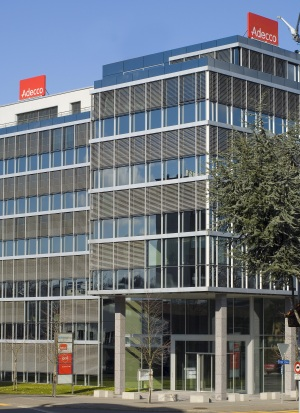
Het hoofdkantoor in Glattbrugg.

The Adecco Group is een internationale uitzendonderneming, met hoofdkantoor in Zürich (Zwitserland). 

## Geschiedenis
Het bedrijf is ontstaan in 1996 door de fusie van het Zwitserse Adia en het Franse Ecco. Na de fusie hadden de twee tezamen een omzet van 5,4 miljard euro en een netwerk van 2000 vestigingen wereldwijd. Dagelijks waren er zo'n 250.000 uitzendkrachten actief.
Er volgden grote overnames in de Verenigde Staten. TAD Resources International werd in 1997 overgenomen en in 1999 werd Olsten Corporation ingelijfd. Met de overname van Olsten werd Adecco marktleider in het land, voor Kelly Services Inc..
In 2004 kocht het een meerderheidsbelang van 67% in PeopleOne Consulting Pvt Ltd.. Dit was een relatief kleine overname, maar Adecco werd hierdoor wel actief in India. Adecco had toen zo'n 6000 vestigingen in 71 landen en telde 28.000 medewerkers.

## Activiteiten
In 2023 zijn er meer dan 5000 kantoren in ruim 60 verschillende landen, meer dan 38.000 eigen medewerkers en 600.000 flexkrachten dagelijks aan het werk. The Adecco Group is marktleider in onder andere Frankrijk, Italië en Zwitserland. De aandelen van de Adecco Group staan genoteerd op de effectenbeurs in Zwitserland.
In Nederland is The Adecco Group actief vanuit ruim 150 vestigingen. Sinds eind 2008 maakt detacheringspecialist DNC onderdeel uit van de Nederlandse Adecco Group organisatie. The Adecco Group bestrijkt een groot aantal sectoren, waaronder industriële, technische, financiële en juridische.

### Adecco merknamen
The Adecco Group is actief in de markt door middel van veel verschillende merken. De belangrijkste (internationale) zijn:
- Adecco
- Adia
- Akkodis
- Lee Hecht Harrison (LHH)
- Pontoon